# Slobodan Krčmarević
Slobodan Krčmarević (in serbo Слободан Крчмаревић?; Belgrado, 12 giugno 1965) è un allenatore di calcio ed ex calciatore serbo, fino al 2003 jugoslavo e al 2006 serbo-montenegrino, di ruolo centrocampista, tecnico dell'Eolikos.

## Palmarès

### Giocatore
- Campionati della RF di Jugoslavia / Serbia e Montenegro: 1

Partizan Belgrado: 1992-1993
- Coppe di RF Jugoslavia: 1

Partizan Belgrado: 1991-1992

### Allenatore
- Coppa di Cipro: 1

Apollon Limassol: 2009-2010